# Gradella
Gradella is een plaats (frazione) in de Italiaanse gemeente Pandino.

## Geboren
- Egidio Miragoli (1955), geestelijke en bisschop

## Bezienswaardigheden
- De Drie-eenheid en heilige Bassianus kerk, 19e eeuw